# ベターゼン
ベターゼン (ドイツ語: Bötersen) は、ドイツ連邦共和国ニーダーザクセン州のローテンブルク（ヴュンメ）郡に属す町村（以下、本項では便宜上「町」と記述する）で、ザムトゲマインデ・ゾットルムを構成する町村の一つである。

## 地理

### 位置
ベターゼンはゾットルム (8km) とローテンブルク (ヴュンメ) (10km) の中間にあたり、連邦道B75号線からヴァッフェンゼン付近で北北西に分岐する州道K202号線沿いに位置する。K202号線をさらに7kmほど西北西に向かうとビットシュテット付近でアウトバーンA1号線と交差する（インターチェンジはない）。A1号線のインターチェンジは、連邦道B75号線経由で西のシュトゥッケンボルスルテル・インターチェンジ（ゾットルム）を利用するか、あるいはB71号線経由で北のボッケル・インターチェンジ（ギフム）を利用する

### 自治体の構成
この町にはベターゼン、ヘパーヘーフェン、イェーアホーフの集落が含まれる。

## 歴史
ベターゼン周辺で最も古い定住跡は新石器時代（紀元前4100年頃）のものである。青銅器時代後期やローマ以前の初期鉄器時代の納骨墓地では大規模な考古学発掘調査が行われている。ベターゼンは青銅器時代後期の火を焚いた跡の隣にある墓地で全国的に知れている。これは R.デーンケの著作で初めて注目された。
ベターゼンは1358年に初めて文献上に記録されている。地名は古高ドイツ語の「Boten」または「Putirik」に由来する。これは現代ドイツ語の「Schlauch」にあたり、「チューブ」や「細長いもの」を意味する。語尾の「-sen」は紀元500年から1000年頃に成立した集落に特徴的な名前であり、この時代に集落が形成されたことを示している。

## 行政

### 町議会
この町の議会は11議席からなる。

### 紋章
金地。上部に5つの炎がついた赤帯。これはベターゼンの青銅器時代の焚き火を示している。中央部には垂直下向きに配置された3本の黒い犂の刃。これは3つの集落を意味している。

## 文化と見所

### 年中行事
- アイアーズーヒェン（卵探し）: 毎年1月の第1土曜日に「卵探し」が行われる。老若男女（伝統的には男性だけの祭であったが2005年からは女性も参加する）がグループに分かれ、パン、卵、バターを探し、その後広場やレストラン、射撃会館でこれを食す。夕方には伝統的な舞踏会が催される。
- シュラークバル: 聖金曜日には、レストラン・ホープスの庭でシュラークバル（またはラウンダーズとも呼ばれる）という球技が行われる。
- パン焼き窯祭: 7月の第1日曜日に行われる。レストラン・ホープスの200年前からある大きな窯で大量のバタークッキーやパンを焼く。郷土クラブ「Boitzter Spinnstuv」が主催するこの祭は、低地ドイツ地方特有の神事で幕を開け、その後、たとえば舞踊グループの舞などが演じられる。
- 射撃祭: 5月の第3週末に行われ、大規模なパレードがベターゼンを練り歩く。その後、オークの森の「Zürns Hoff」で模範射撃や儀式が執り行われる。
- 収穫祭: 射撃祭と対をなすのが収穫祭で、9月の第3土曜日にこの町の2番目に大きな集落であるヘパーヘーフェンで開催される。近隣や街道沿いの集落の様々なサークルやグループが念入りに山車を飾り付け、祭の当日はヘパーヘーフェンやベターゼンを練り廻り、人々に披露する。

## 引用
1. ↑  Landesamt für Statistik Niedersachsen, LSN-Online Regionaldatenbank, Tabelle A100001G: Fortschreibung des Bevölkerungsstandes, Stand 31. Dezember 2023